# Cimarron (affluent de la Gunnison)
Pour les articles homonymes, voir Cimarron.
La Cimarron (en anglais : Cimarron River) est un cours d'eau américain s'écoulant dans l'État du Colorado. Il s'agit d'un affluent de la Gunnison, elle-même affluent du fleuve Colorado.
Il est franchi par le Denver and Rio Grande Western Railroad sur le pont D & RG Narrow Gauge Trestle.